# Молдован, Дмитрий Васильевич
Дми́трий Васи́льевич Молдова́н (укр. Дмитро Васильович Молдован; 31 марта 1987, Константиновка, Донецкая область, УССР) — украинский футболист, нападающий. Последний клуб — «Сталь» (Алчевск).

## Биография

### Клубная карьера
Начал заниматься футболом в клубе «Металлург» (Константиновка). Первый тренер — Владимир Николаевич Игнатенко. После перешёл в академию донецкого Шахтёра. Летом 2004 года был переведён в «Шахтёр-2». В Первой лиге дебютировал 18 июля 2004 года в матче против хмельницкого «Подолья» (2:2). 29 октября 2004 года дебютировал в Высшей лиге в матче «Кривбасс» — «Шахтёр» (1:2). Зимой 2005 года был арендован запорожским «Металлургом». Во второй половине сезона 2008/09 выступал на правах аренды в луганской «Заре». 1 сентября 2009 года был взят в аренду алчевской «Сталью», клуб выступает в Первой лиге.
С 25 сентября 2015 года взят на должность главного тренера детского клуба «Улан» (Кызыл). В 2017 году тренер ДЮСШ «Фортуны».

### Карьера в сборной
За юношескую сборную Украины до 17 лет провёл 19 матчей забил 5 голов. В юношеской сборной Украины до 19 лет провёл 13 матчей и забил 3 гола.

## Статистика
| Сезон   | Клуб                  | Лига         | Чемпионат | Чемпионат | Кубок | Кубок | Дубль | Дубль |
| Сезон   | Клуб                  | Лига         | Игры      | Голы      | Игры  | Голы  | Игры  | Голы  |
| ------- | --------------------- | ------------ | --------- | --------- | ----- | ----- | ----- | ----- |
| 2004/05 | Шахтёр-2              | Первая лига  | 9         | 2         | —     | —     | —     | —     |
| 2004/05 | Шахтёр (Донецк)       | Высшая лига  | 2         | 0         | 0     | 0     | 4     | 1     |
| 2004/05 | Металлург (Запорожье) | Высшая лига  | 1         | 0         | 0     | 0     | 3     | 0     |
| 2005/06 | Шахтёр-3              | Вторая лига  | 5         | 0         | —     | —     | —     | —     |
| 2005/06 | Шахтёр-2              | Первая лига  | 4         | 0         | —     | —     | —     | —     |
| 2005/06 | Шахтёр (Донецк)       | Высшая лига  | 0         | 0         | 0     | 0     | 2     | 2     |
| 2006/07 | Шахтёр-3              | Вторая лига  | 12        | 5         | —     | —     | —     | —     |
| 2006/07 | Шахтёр (Донецк)       | Высшая лига  | 0         | 0         | 0     | 0     | 8     | 2     |
| 2007/08 | Шахтёр-3              | Вторая лига  | 7         | 2         | —     | —     | —     | —     |
| 2007/08 | Шахтёр (Донецк)       | Высшая лига  | 0         | 0         | 0     | 0     | 2     | 1     |
| 2008/09 | Шахтёр (Донецк)       | Высшая лига  | 0         | 0         | 0     | 0     | 6     | 0     |
| 2008/09 | Заря (Луганск)        | Премьер-лига | 7         | 0         | 0     | 0     | 2     | 0     |
| 2009/10 | Сталь (Алчевск)       | Первая лига  | 7         | 0         | 0     | 0     | —     | —     |

## Личная жизнь
Женат.